# 弗雷泽·坎贝尔
弗雷泽·坎贝尔（Fraizer Campbell，1987年9月13日—）是一名英格兰职业足球运动员，司职前锋，出身于曼联青訓系統，現時為自由球員。

## 生平

### 球隊
曼聯
2004年7月1日，坎贝尔与曼联青年队签约。2006/07年赛季，他被租借到曼联在比利时的球员培养基地皇家安特卫普效力，表现相当出色。2007年夏天，坎贝尔被召回曼联并且进入一线队名单。
2007年8月19日，坎贝尔首次代表曼联出场，在曼徹斯特打吡於73分鐘入替卡域克。 
2008年8月17日，在2008年至2009年英格兰超级联赛第一轮对阵紐卡素的比赛中，坎贝尔第一次为曼联首发上场，并于下半场第80分钟时被拉斐尔·达·席尔瓦替换下场。8月底，轉會市場關閉前最後一天，作為貝碧托夫的轉會條件，金寶被外借至熱刺一季。11月12日代表熱刺在英格蘭聯賽盃上陣出戰利物浦，金寶梅開二度協助衛冕冠軍的熱刺4-2擊敗利物浦晉級八強。11月15日聯賽作客對富咸，完場前射入一球為熱刺追近僅負1-2。11月18日代表英格蘭U-21對捷克U-21，開賽10分鐘為英格蘭先開紀錄，結果2-0輕鬆取勝，連續三場比賽，分別於盃賽、聯賽及國際賽，取得入球。但在整季外借期間在聯賽只獲派正選上陣1場，在最後的三個月僅得1次出場機會。
新特蘭
2009年6月7日據報曼聯接受侯城的600萬英鎊出價，讓金寶與侯城商討私人條件，正在代表英格蘭U21參賽2009年歐洲U-21足球錦標賽的金寶在賽後才決定去向，他於2007/08年球季外借侯城期間射入15球及協助球隊透過附加賽升級英超。7月10日金寶意外地拒絕加盟侯城，選擇與出相同價格的新特蘭商討私人條件及參與體測，翌日正式簽約四年，轉會費初步為350萬英鎊，可增加到600萬英鎊，是領隊布魯士執掌新特蘭首個成功收購。季初腳風不順，遲至9月22日在英格蘭聯賽盃對伯明翰城才射入加盟以來首球打破入球荒；但金寶狀態仍然低迷，一直到2010年1月2日才再取得入球，於英格蘭足總盃第三圈在非聯賽球隊巴羅（Barrow）身上梅開二度。由於戴倫·賓特及堅韋尼·鍾斯佔據前鋒兩個席位，布魯士將金寶調任右中場，於3月9日終於在聯賽取得入球，在主場迎戰保頓於開賽後僅41秒即先拔頭籌，經多場練歷後才逐漸適應新崗位，並取回正選席位。
2010/11年球季開季第二仗對曼城，金寶被米卡·李察士撞傷，膝部受創，預計需要缺陣6個月。
卡迪夫城
費沙·金寶傷愈後一直無法取得新特蘭正選席位，將於季後約滿在2013年1月21日轉投英冠球會卡迪夫城，簽約三年半，轉會費沒有透露，估計約65萬英鎊。
2013-2014赛季，坎贝尔在主场对阵曼城队的比赛中独中两元，帮助球队在返回英超后的第一个主场比赛，取得胜利。

### 國家隊
2008年3月25日，費沙·金寶獲英格蘭U21選派在對波蘭小國腳的友誼賽於下半場66分鐘後補上場。
2009年2月10日代表英格蘭U21到西班牙馬拉加對厄瓜多爾，金賽完半場前射入一球領先2-0，但被經驗豐富的對手下半場連入三球反先3-2完場。3月27日作客5-0大破挪威U21，金寶於17分鐘首開紀錄。6月1日金寶獲選進入英格蘭U21參加在瑞典舉行2009年歐洲U-21足球錦標賽決賽週最後23人大軍名單。2009年6月18日次場對西班牙U21，費沙·金寶上半場入替因傷退下火線的艾邦拉荷，於下半場截得對方守將的回傳，乖巧地作勢射門騙過攔截的哈维·加西亚（Javi Garcia），離門20碼射入左下角，為英格蘭U21先拔頭籌，協助球隊以2-0獲勝及確定準決賽的席位。6月26日準決賽對主辨國瑞典U21，費沙·金寶下半場再次入替艾邦拉荷，法定時間雙方3-3平手，加時上半場完場前費沙·金寶接連領取兩面黃牌被逐離場，雖然英格蘭U21最後憑互射十二碼5-4險勝晉級決賽再對德國，但費沙·金寶因停賽而無緣上陣。

## 榮譽
曼聯
- 社區盾：2008年；

侯城
- 冠軍聯賽附加賽冠軍：2007/08年；